# Promachus clausus
Promachus clausus är en tvåvingeart som först beskrevs av Macquart 1846.  Promachus clausus ingår i släktet Promachus och familjen rovflugor. Inga underarter finns listade i Catalogue of Life.